# Aleksandra (królowa Jugosławii)
Aleksandra Schleswig-Holstein-Sonderburg-Glücksburg (ur. 25 marca 1921 w Atenach, Grecja, zm. 30 stycznia 1993 w East Sussex, Anglia) – księżniczka grecka i duńska, królowa Jugosławii.

## Życiorys
Była córką króla Grecji, Aleksandra I oraz jego żony Aspasii Manos. Tym samym, zstępna także królowej Wiktorii. Dzieciństwo księżniczki zostało zdeterminowane przez ważne wydarzenia historyczne: jej ojciec zmarł na pięć miesięcy przed jej narodzinami, a w latach 1924–1935 przebywała za granicą, w związku z proklamowaniem w Grecji republiki. Z uwagi na morganatyczny charakter związku rodziców, tytuł księżniczki nadany jej został dopiero aktem woli kolejnego władcy.
20 marca 1944 roku wyszła za mąż za króla Jugosławii – Piotra II Karadziordziewicia. Skromny ślub odbył się w Anglii, ponieważ Jugosławia była w tym czasie pod okupacją niemiecką. Kilka miesięcy przed ogłoszeniem w Jugosławii republiki, na świat przyszedł jedyny syn królowej, książę Aleksander. 
Na wygnaniu Aleksandra wraz z rodziną żyła w skromnych warunkach. Zmarła w 1993 roku, w Anglii. Pochowana w Tatoi, obok matki, w pewnej odległości od królewskiego grobu ojca. W 2013 roku jej ciało przeniesiono do mauzoleum królewskiego w Topoli, w Serbii i spoczęła obok męża.